# Irene Jai Narayan
Irene Jai Narayan, née Irene Hamilton le 23 février 1932 à Lucknow en Inde et morte à Suva le 29 juillet 2011,,, est une femme politique fidjienne.

## Biographie
Elle obtient un diplôme de Master ès lettres à l'université hindoue de Bénarès et rencontre en Inde et épouse l'étudiant fidjien d'ascendence indienne Jai Narayan. Le couple s'installe aux Fidji en 1959, et Irene Narayan y devient enseignante dans l'enseignement secondaire.
Aux élections de 1966, elle devient députée de Suva, la capitale, au Conseil législatif, le parlement de cette colonie britannique, avec l'étiquette du Parti de la fédération (qui devient le Parti de la fédération nationale peu après). Au moment de l'indépendance des Fidji en 1970, elle est ainsi l'une des trois seules femmes au Conseil législatif, avec Loloma Livingston (élue) et Adi Losalini Raravuya Dovi (nommée),. Le Conseil législatif devient la Chambre des représentants, et Irene Narayan y est réélue aux élections de 1972. Début 1977, elle brigue sans succès la direction du Parti de la fédération nationale. Lorsque le parti se scinde en deux factions après les élections de mars 1977, elle se joint à la faction dissidente menée par Jai Ram Reddy. Durant la législature 1977-1982, elle est whip de l'opposition parlementaire, et conjointement porte-parole aux Finances dans le cabinet fantôme. De 1979 à 1985, elle est la vice-cheffe de l'opposition parlementaire, adjointe au chef de l'opposition Jai Ram Reddy. Lorsque celui-ci démissionne en 1984, elle brigue une seconde fois la direction du Parti de la fédération nationale, et est à nouveau battue comme en 1977 par Siddiq Koya. Celui-ci la limoge de son poste de vice-cheffe en 1985,. 
Irene Jai Narayan quitte alors le parti en décembre 1985 puis, à la grande surprise de ses anciens collègues, rejoint en novembre 1986 le Parti de l'Alliance, parti du gouvernement et des chefs autochtones coutumiers. C'est avec cette étiquette qu'elle défend son siège de députée aux élections de 1987, adoptant la rhétorique nationaliste autochtone pour accuser le chef du Parti travailliste, Timoci Bavadra, d'être un pantin aux mains de Jai Ram Reddy et d'autres visant à imposer une domination politique indo-fidjienne sur le pays. Elle est battue dans sa circonscription de Suva par le candidat de la coalition des partis de gauche, Navin Maharaj,,. 
Le gouvernement Bavadra est renversé un mois plus tard par un coup d'État militaire, et Irene Narayan provoque à nouveau la consternation en acceptant un poste au gouvernement de la dictature militaire instituée par le colonel Sitiveni Rabuka. Le nouveau régime anti-démocratique vise à assurer la suprématie politique des chefs autochtones, et s'appuie sur un mouvement d'extrême droite ethno-nationaliste autochtone et anti-indien. Irene Narayan y est la ministre aux Affaires indiennes, dans le gouvernement du colonel Rabuka de septembre à décembre 1987 puis dans celui que mène Ratu Kamisese Mara jusqu'en 1992,,. 
De 1994 à 1999, elle est sénatrice pour le gouvernement de Sitiveni Rabuka.
Elle meurt à son domicile à Suva en 2011, à l'issue d'une longue maladie, à l'âge de 79 ans.